# Leone da tastiera

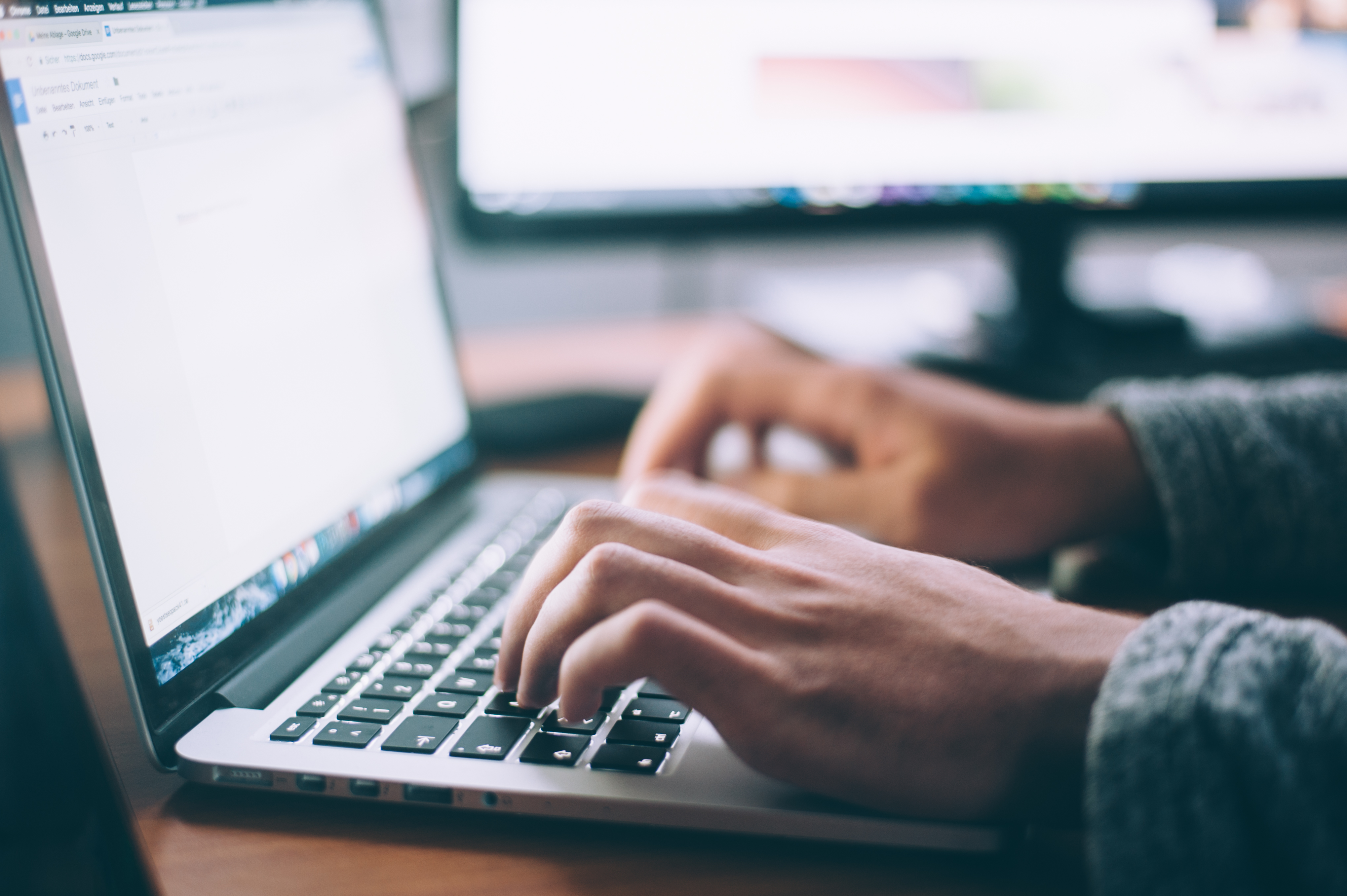

Leone da tastiera (in inglese keyboard warrior, "guerriero da tastiera") è un'espressione dispregiativa e sarcastica del gergo di Internet usata per riferirsi a utenti del Web e dei social network che quando esprimono i propri pensieri utilizzando la rete si atteggiano in modo aggressivo, spesso insultando, offendendo, screditando o minacciando altri utenti, ma che non farebbero lo stesso di persona nelle relazioni umane. L'espressione fa riferimento al fatto che tali comportamenti sono agevolati dalla sensazione di deresponsabilizzazione derivante dall'uso di utenze anonime.

## Diffusione

### Nei paesi di lingua inglese
L'espressione inglese keyboard warrior, ovvero "guerriero da tastiera", che fa riferimento a un leone da tastiera, iniziò a essere usata agli inizi degli anni duemila per indicare i videogiocatori online. Secondo un articolo del periodo uscito su The Herald che elenca gli stereotipi del keyboard warrior, «si tratta solitamente (il guerriero da tastiera) di un allampanato adolescente ipnotizzato al chiaro di luna intento a usare un computer tremolando mentre è circondato da elfi notturni, nani e non morti reietti.» Nello stesso decennio il termine iniziò a essere usato nei Paesi di lingua inglese per indicare gli utenti che insultano e denigrano gli altri nel mondo della rete ma non troverebbero il coraggio di fare lo stesso nella vita reale.

### In Cina
Tra la fine degli anni duemila e l'inizio del decennio seguente, il modo di dire "guerriero da tastiera" si diffuse anche in Cina (键盘侠S, jiànpánxiáP), sebbene, prima di assumere i suoi connotati odierni, venisse inizialmente utilizzata nella nazione asiatica come sinonimo di troll. La parola iniziò a essere usata più frequentemente dal 2014 grazie a una citazione apparsa sul Quotidiano del Popolo del governo comunista locale, secondo cui «Il coraggio e la giustizia non possono venire motivati dai guerrieri da tastiera». Il termine viene oggi usato dal governo cinese per indicare coloro che sono contrari all'establishment.

## Nel diritto
A seconda dei casi questi comportamenti possono integrare diversi reati come diffamazione (aggravata dalla pubblicità della rete), sostituzione di persona, molestia, minaccia, incitamento all'odio e stalking.
La Germania è stata la prima nazione europea a emanare, nel 2017, una legge per contrastare le utenze aggressive. Tale legge consiste nel responsabilizzare le grandi piattaforme web che, in caso di inadempienze nella rimozione dei contenuti illegali, possono essere soggette a multe fino a 50 milioni di euro.

## In psicologia
Secondo uno studio condotto in Canada, nel quale furono coinvolti 1215 individui, alcuni dei tratti che caratterizzerebbero tipicamente il cosiddetto "leone da tastiera" sono narcisismo, machiavellismo, psicopatia e sadismo.